# Südalpen-Lauch
Der Südalpen-Lauch (Allium insubricum) ist eine Pflanzenart aus der Gattung Lauch (Allium).

## Merkmale
Der Südalpen-Lauch ist eine ausdauernde krautige Pflanze, die Wuchshöhen von 15 bis 30 cm erreicht. Dieser Geophyt bildet Zwiebeln als Überdauerungsorgan aus. Die längliche Zwiebel ist von einer dünnen, papierartigen, eine zylindrische Hülle bildenden Haut umgeben. 
Der Stängel ist aufrecht, hellgrün und hat zwei Kanten. Er besitzt im unteren Drittel drei bis vier flache, bis 5 mm breite, linealische, grasartige Blätter mit stumpfer Spitze, die ihn umschließen. 

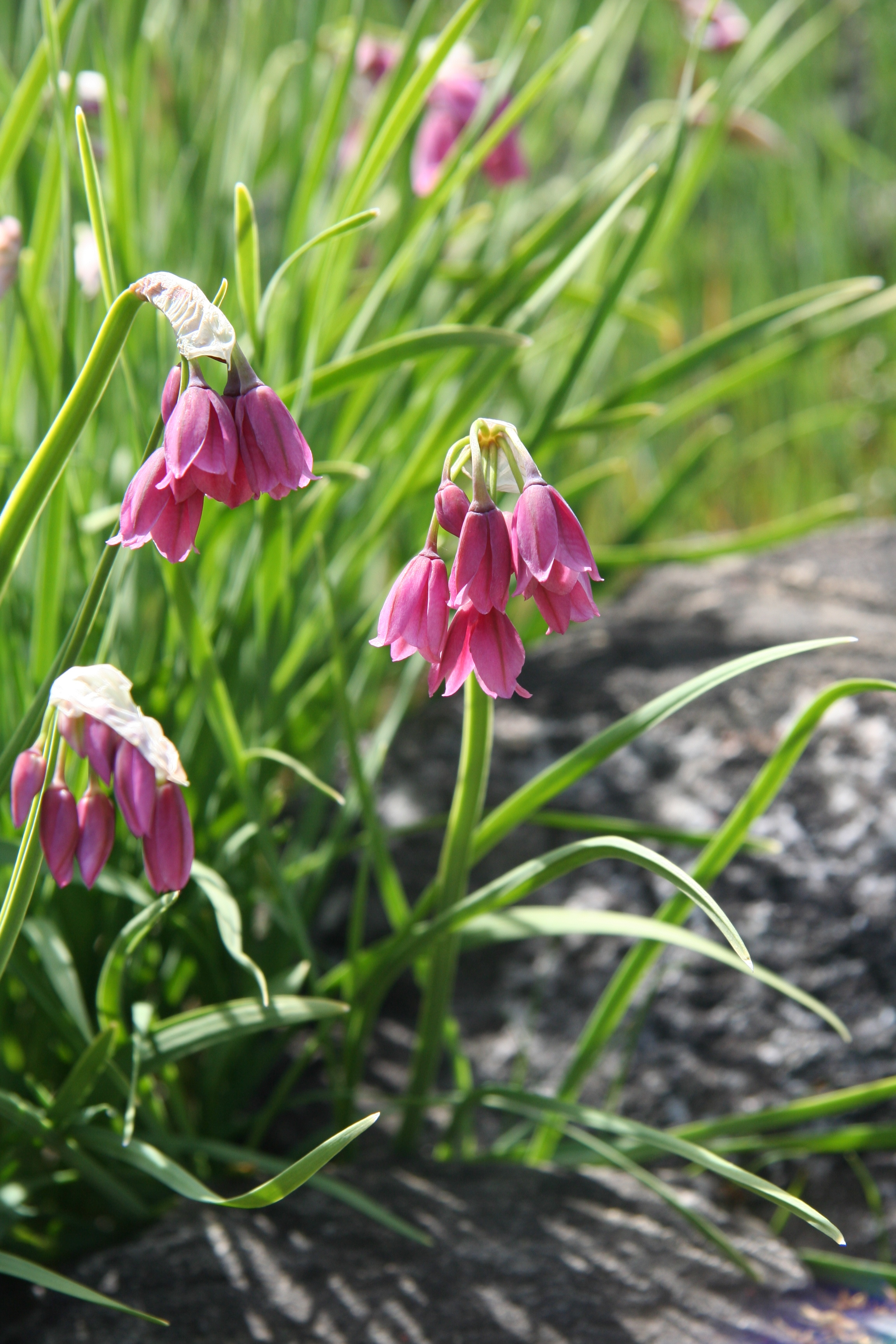
Blütenstand

Der immer nickende doldige Blütenstand besteht aus drei bis fünf Blüten. Die einzelne Hochblatthülle ist spitz und bleibend. Die bis zu 2 cm langen, zwittrigen Blüten sind glockig und dreizählig. In zwei Kreisen stehen jeweils drei purpurrosa Blütenhüllblätter, wobei die inneren etwas breiter und stumpf sind. Die sechs Staubblätter sind kürzer als die Blütenhülle. Die Narbe ist dreilappig. Die Blütezeit reicht von Juli bis August. Es werden Kapselfrüchte gebildet.
Die Chromosomenzahl beträgt 2n = 14.

## Vorkommen
Der Südalpen-Lauch kommt in den italienischen südlichen Alpen zwischen dem Comer See und dem Gardasee vor.
Diese Art wächst in Höhenlagen von 800 bis 2100 Metern zwischen Felsen und Geröll, auf Schutthalden und auf grasigen Hängen. Der Untergrund enthält meist kalkhaltiges Gestein.